# Leucospis anthidioides
Leucospis anthidioides är en stekelart som beskrevs av John Obadiah Westwood 1874. Leucospis anthidioides ingår i släktet Leucospis och familjen Leucospidae. Inga underarter finns listade i Catalogue of Life.